# Caroline Viau
Caroline Viau (nacida el 29 de octubre de 1971) es una esquiadora paralímpica canadiense.

## Carrera
Representó a Canadá en los Juegos Paralímpicos de Invierno de 1992. En total ganó una medalla de oro y dos medallas de bronce.  
Ganó la medalla de oro en el evento Super-G LW5/ 7,6/ 8 femenino y las medallas de bronce en los eventos Downhill LW5 / 7,6 / 8 femenino y eslalon gigante femenino LW5 / 7,6 / 8.
Fue galardonada con la Medalla del jubileo de diamante de la reina Isabel II en 2013.

## Palmarés
| Año  | Competencia                          | Ubicación                   | Posición | Evento                                | Registro |
| ---- | ------------------------------------ | --------------------------- | -------- | ------------------------------------- | -------- |
| 1992 | Juegos Paralímpicos de Invierno 1992 | Tignes-Albertville, Francia | Primera  | Super-G LW5 / 7,6 / 8 para mujer      | 1: 17.70 |
| 1992 | Juegos Paralímpicos de Invierno 1992 | Tignes-Albertville, Francia | 3.ª      | Descenso femenino LW5 / 7,6 / 8       | 1: 14,42 |
| 1992 | Juegos Paralímpicos de Invierno 1992 | Tignes-Albertville, Francia | 3.ª      | Slalom gigante femenino LW5 / 7,6 / 8 | 2: 20.28 |